# 圣吉勒德克雷托
圣吉勒德克雷托（法語：Saint-Gilles-de-Crétot，法語發音：[sɛ̃ ʒil də kʁeto]）是法国滨海塞纳省的一个市镇，属于鲁昂区。

## 地理
圣吉勒德克雷托（49°33'30"N, 0°38'40"E）面积6.02 平方千米，位于法国诺曼底大区滨海塞纳省，该省份为法国北部沿海省份，其西部及北部濒大西洋英吉利海峡，东起顺时针与索姆省、瓦兹省、厄尔省和卡爾瓦多斯省接壤。
与圣吉勒德克雷托接壤的市镇（或旧市镇、城区）包括：布瓦伊蒙、莫莱夫里耶-圣热特吕德、圣阿尔努、圣欧班德克雷托、圣尼古拉德拉艾。

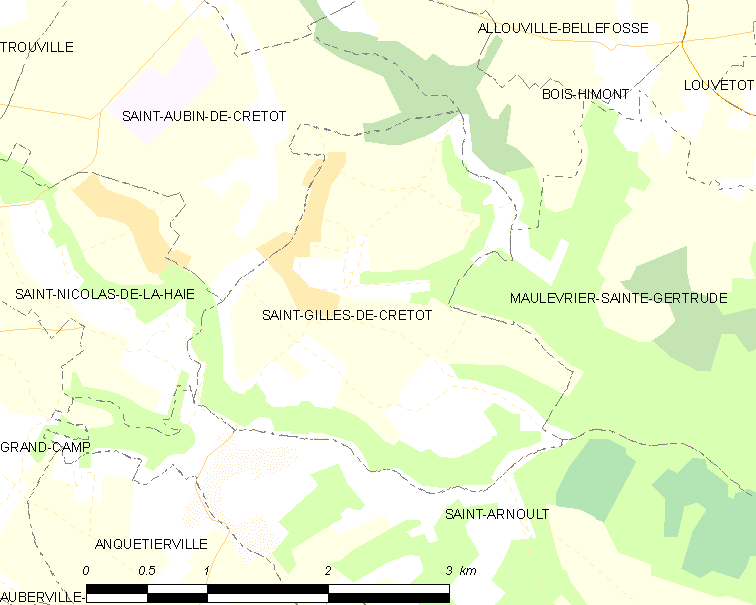
圣吉勒德克雷托的OSM定位图

圣吉勒德克雷托的时区为UTC+01:00、UTC+02:00（夏令时）。

## 行政
圣吉勒德克雷托的邮政编码为76490，INSEE市镇编码为76585。

## 政治
圣吉勒德克雷托所属的省级选区为塞纳河畔热罗姆港县。

## 人口

1962-2008年间圣吉勒德克雷托人口变化图示

圣吉勒德克雷托于2022年1月1日时的人口数量为387人。